# Загурський Леонтій Миколайович
Загурський Леонтій Миколайович (нар. червень 1847, Путивль — пом. 13 березня 1912) — український вчений-правознавець, доктор юридичних наук, декан юридичного факультету Харківського університету (1891—1905).

## Біографія
Народився у червні 1847 року в місті Путивлі Курської губернії (нині — Сумська область).
У 1872 році закінчив юридичний факультет Харківського університету. Після закінчення навчання був залишений стипендіатом при університеті для підготовки до професорського звання з римського права. У 1872 році після захисту магістерської дисертації «Принципи римського цивільного і кримінального процесу» його затверджено в ступені магістра цивільного права. У 1874 році затверджений у званні приват-доцента та допущений до викладання історії римського права.
Протягом 1877–1879 років вивчав римське та цивільне право в університетах Відня, Геттінгена, Мюнхена та Парижа. Після повернення працював до кінця життя в Харківському університеті (зараз Харківський національний університет імені В. Н. Каразіна).
Після захисту докторської дисертації «Особисті стосунки між батьками і дітьми за римським та французьким приватним правом. Вчення про закононародженість та незакононародженість за римським правом» (1881) працював спочатку екстраординарним, ординарним професором кафедри римського права, а з 1900 року — заслуженим професором. Протягом чотирнадцяти років (1891–1905) — декан юридичного факультету.
Помер Леонтій Миколайович Загурський 13 березня 1912 року.

## Наукова діяльність
Головні напрями наукових досліджень — проблеми римського сімейного права.
Опублікував значну кількість наукових праць. Серед них:
- «Вчення про батьківську владу за римським правом» (1895)
- «Елементарний підручник римського права» (1898)
- «Досвід історії юридичного факультету Харківського Імператорського університету» (1906)